# Хузестан
Хузеста́н (перс. ‎и араб. خوزستان‎) — остан (провинция) на юго-западе Ирана в Восточном Курдистане. Граничит с останами Илам на северо-западе, Лурестан — на севере, Исфахан — на северо-востоке, Чехармехаль и Бахтиария — на востоке, Кохгилуйе и Бойерахмед и Бушир — на юго-востоке, с Ираком — на западе. С юга омывается водами Персидского залива. Площадь — 64 055 км², население — 4 274 979 человек. Административный центр — город Ахваз.

## Этимология
Название Хузестан, что означает «Страна хузов», происходит от названия племени хуз, населявшего эту землю до основания Ахеменидской империи. Название города Ахваз также происходит от персидского корня خوز (xuz), видоизменённого на арабский манер как основа ه-و-ز (ha-wa-za). Название древней столицы существовавшего в этом регионе до образования Ирана государства Элам — Сузы — является однокоренным с «Хуз» (имеет место закономерный для иранских языков переход s в h и х).
Южная часть Хузестана в средние века была известна в Иране как «Арабистан», поскольку на XV—XVI века приходится значительный рост доли арабов в населении Хузестана. Современное название было официально закреплено лишь в 1923 году шахом Резой.

## История
Остан Хузестан — один из древнейших в Иране. Именно здесь в 3 тысячелетии до н. э. образовалось первое государство на территории современного Ирана — Элам со столицей в Сузах. Территория Хузестана была включена в состав Ирана в 539 году до н. э. основателем первой Персидской империи Киром Великим Ахеменидом.
История арабов Хузестана входит в сферу научных интересов Абд ан-Наби аль-Кайима, написавшего о ней книгу.

## Административное деление
Провинция делится на 23 шахрестанов:
1. Абадан
2. Андика
3. Ахваз
4. Багмалек
5. Бехбехан
6. Гетвенд
7. Дешт-э-Азадеган
8. Дизфуль
9. Изе
10. Лали
11. Месджеде-Солейман
12. Махшехр
13. Омидийе
14. Рамхормоз
15. Рамшир
16. Хефтгель
17. Хендиджан
18. Ховейзе[англ.]
19. Хорремшехр
20. Шадеган
21. Шуш
22. Шуштер
23. Эндимешк

## Города
Крупнейшие города — Ахваз, Абадан, Хорремшехр, Дизфуль, Месджеде-Солейман, Шуштер, Бендер-Хомейни, Бендер-Махшехр, Бехбехан
| Ахваз          | 969 700 | Месджеде-Солейман | 108 700 |
| Дизфуль        | 257 000 | Изе               | 104 400 |
| Абадан         | 217 900 | Бехбехан          | 101 200 |
| Эндимешк       | 179 800 | Рамшир            | 80 000  |
| Хорремшехр     | 125 900 | Шуштер            | 75 200  |
| Сусенгерд      | 120 000 | Омидийе           | 58 600  |
| Бендер-Махшехр | 111 400 | Шадеган           | 52 900  |

## Экономика
В настоящее время Хузестан является «локомотивом» экономики всего юго-западного Ирана. Остан богат нефтью и газом, а также водными ресурсами и плодородными землями.
Основные отрасли экономики — добыча нефти и газа, нефтеперерабатывающая, химическая, металлургическая, пищевая, текстильная, кожевенная, судостроительная промышленность, энергетика, транспорт, торговля, сельское хозяйство (хлопок, сахарный тростник, пшеница, ячмень, кукуруза, рис, картофель, цитрусовые, финики, оливки, рапс, фисташки, цветы, эвкалипт, лекарственные травы), рыболовство.
В городе Ахваз базируется компания «Ахваз Пайп энд Роллинг Компани» (металлургия); среди крупнейших предприятий — нефтехимический завод «Нэшнл Ираниан Петрокэмикл Компани», нефтегазодобывающие комплексы «Нэшнл Ираниан Ойл Компани», металлургические заводы «Хузестан Стил Компани» («Имидро») и «Ахваз Пайп энд Роллинг Компани».
В городе Абадан базируется компания «Абадан Транспортейшн энд Марин» (транспорт); среди крупнейших предприятий — нефтехимический завод «Нэшнл Ираниан Петрокэмикл Компани», нефтеперерабатывающий завод «Нэшнл Ираниан Ойл Рефайнинг энд Дистрибьюшн Компани». В городе Хорремшехр расположены нефтяной терминал, судостроительный завод «Арвандруд».
В городе Арвандкенар расположена Свободная торговая зона; среди крупнейших предприятий — нефтеперерабатывающий завод «Нэшнл Ираниан Ойл Рефайнинг энд Дистрибьюшн Компани». В городе Бендер-Хомейни расположены нефтехимический комбинат «Нэшнл Ираниан Петрокэмикл Компани», нефтяной терминал. В городе Бендер-Махшехр расположена Свободная экономическая зона «Петзон»; среди крупнейших предприятий — нефтехимический завод «Нэшнл Ираниан Петрокэмикл Компани».
В городе Рази расположен нефтехимический завод «Нэшнл Ираниан Петрокэмикл Компани». В городе Ядараван расположены нефтегазодобывающие комплексы «Синопек», «Ойл энд Нэйчурал Гэс Корп» и «Нэшнл Ираниан Ойл Компани». В городе Азадеган расположены нефтегазодобывающие комплексы «Чайна Нэшнл Петролеум Компани» и «Нэшнл Ираниан Ойл Компани». В городе Марун расположены нефтегазодобывающие комплексы «Нэшнл Ираниан Ойл Компани». В городе Шуштер расположен сахарный завод «Карун Агро Индастри».

## Достопримечательности
В городе Шуш расположены руины Суз (столица Элама, Ахеменидов, Парфии, Сасанидов), гробница пророка Даниила и Пятничная мечеть эпохи Аббасидов.
Возле Шуштера расположены ирригационная система Банд-э Кайсар и мост Шадерван эпохи Сасанидов, крепость Саласель, мост Гардар, холм Чогха-Миш с руинами поселения эпохи Урука и Ура, руины айвана Кархех («Айван Гермеса») и руины старинных водяных мельниц.
В городе Месджеде-Солейман расположены руины дворца эпохи Ахеменидов, зороастрийских храмов, мечетей и стены Зарин-Калгех, британское и армянское кладбища, старые постройки британских нефтяников (госпиталь, гольф-клуб и железная дорога), в окрестностях — руины храмового комплекса эпохи Селевкидов, Парфии и Сасанидов.
В городе Дизфуль расположены Пятничная мечеть, гробницы Рудбанд и Сабз-э Гхаба, руины древних крепости, мостов и водяных мельниц. Возле Дизфуля расположены руины Дур-Унташ или Чогха-Занбиль (крупнейший храмовый комплекс эпохи Элама), холм Хафт-Тепе с руинами полиса Кабнак эпохи Элама, руины полиса Гундешапур (культурный, научный и медицинский центр эпохи Сасанидов), гробница Саффари и водопад Шеви.
В городе Абадан расположены гробница пророка Ильи (Элийяху), старинные мечети, гробницы и медресе. В городе Хорремшехр расположены руины эпохи Парфии и старинные мечети. В городе Изе расположены древний мост Харезад, руины крепости, караван-сарая, медресе, мечети и акведука. Возле города Эндимешк расположены руины эпохи Ура, Элама и Сасанидов. Возле города Бехбехан расположены руины крепости Арджан эпохи Сасанидов. Возле города Хендиджан расположены руины древнего полиса Асак.
В городе Ахваз расположены руины древнего полиса Тарьяна и «Белый мост». В городе Рамхормоз расположены руины полиса Саманган эпохи Элама и Сасанидов, в окрестностях — крепость Дав-о-Дохтар. В городе Шадеган расположены древние руины и красивая лагуна. В городе Лали сохранился старинный мост. Также в провинции расположены руины зороастрийского храма на холме Чагадом.